# Adam Kupsik
Adam Kupsik ist ein polnischer Fußballschiedsrichterassistent.
Kupsik ist seit der Saison 2018/19 Schiedsrichterassistent in der polnischen Ekstraklasa. Bisher war er bereits bei über 140 Ligaspielen im Einsatz.
Seit 2020 steht er auf der Liste der FIFA-Schiedsrichter und ist bei internationalen Fußballspielen im Einsatz.
In der Saison 2020/21 war Kupsik erstmals bei Spielen in der Europa League und in der Champions League im Einsatz.
Im April 2024 wurde Kupsik zusammen mit Tomasz Listkiewicz als Schiedsrichterassistent von Szymon Marciniak für die Europameisterschaft 2024 in Deutschland nominiert.